# ジョン・ハント・モーガン
ジョン・ハント・モーガン（英: John Hunt Morgan、1825年6月1日-1864年9月4日）は、南北戦争の南軍将軍であり、騎兵隊士官だった。1863年7月のモーガンの襲撃で勇名をはせた。このとき、2,460名の部隊を率いて北軍の戦線内側に入り、ケンタッキー州、インディアナ州およびオハイオ州を襲撃した。南北戦争中に南軍が北部に侵攻したことでは最北となった。

## 初期の経歴
モーガンはアラバマ州ハンツビルで、カルビンとヘンリエッタ・モーガン夫妻の最初の子として生まれた。遺伝学者のトーマス・ハント・モーガンの叔父であり、ケンタッキー州レキシントンの初期設立者でアレゲーニー山脈から西では最初の百万長者の一人ジョン・ウェズリー・ハントの孫だった。南軍の将軍となったA・P・ヒルやバジル・W・デュークとは義兄弟でもあった。
モーガンの父は経営していた薬局の失敗に伴い不動産税が払えなくなり、1831年にハンツビルの家を手放した。家族はレキシントンに移り、父が乱雑に広がった農園を経営した。モーガンはトランシルバニア大学に2年間通っていたが、1844年6月に友愛会の仲間と決闘したことで中退した。1846年、父と同様にフリーメイソンに加入した。
1846年の米墨戦争のとき、モーガンはアメリカ陸軍に騎兵兵卒として入隊し、ブエナ・ビスタの戦いに参戦した。ケンタッキーに戻ると、麻の製造者となり、その後祖父が経営していた繁盛している商業を引き継いだ。1848年、モーガンの共同経営者の妹で18歳のレベッカ・グラッツ・ブルースと結婚した。1852年に民兵隊の砲兵中隊を立ち上げたが、2年後に解体した。
1853年、モーガンの妻が死産をした。妻のレベッカは敗血症性血栓静脈炎（静脈に血の塊ができる感染症）を患っており、結果的に患部を切断することになった。妻の家系の親戚とは奴隷制と彼女の健康問題に関する異なる見解に苦しんだ。1857年、モーガンは「レキシントン・ライフルズ」と呼ばれる独立した歩兵中隊を立ち上げ、暇な時間はその訓練に使った。

## 南北戦争での従軍
大半のケンタッキー人と同様に、モーガンはアメリカ合衆国からの脱退を支持しなかった。1860年11月にエイブラハム・リンカーンが大統領に選ばれた直後、当時オハイオ州北部のケニオン大学の学生だった弟のトマス・ハント・モーガンに宛てて、「我々の州は脱退しないことを希望する。疑いも無くリンカーンは良い大統領になる。少なくと彼にはやらせてみるべきだ。彼が何らかの明白な行動を取れば南部は一つになるだろう」と書いた。翌年春、弟のトマス（彼もケンタッキー州の脱退に反対していた）が、ケンタッキー士官学校に移り、そこでアメリカ連合国を支持し始めた。7月4日の直前、トマスは密かにテネシー州との州境にあったキャンプ・ブーンを離れ、ルイビルから蒸気船で川を渡ってケンタッキー州兵隊に入隊した。ジョン・ハント・モーガンは問題のある事業や病気の妻の面倒を見るためにレキシントンの家に留まっていた。妻は遂に1861年7月21日に死んだ。9月、モーガン大尉とその民兵中隊はテネシー州に向かい南軍に合流した。モーガンは間もなく第2ケンタッキー騎兵連隊を立ち上げ、1861年4月4日付けで連隊付き大佐となった。
モーガンとその騎兵隊は1862年5月のシャイローの戦いに参戦し、間もなく南軍にケンタッキー州を取り込みたいという望みの中で脱退主義者の象徴的存在になった。ルイジアナ州の作家ロバート・D・パトリックはモーガンをフランシス・マリオンに擬え、「彼のような男達数千が我々にケンタッキー州とテネシー州を齎す（もたらす）」と書いた。モーガンの最初のケンタッキー州襲撃では、約900名の部隊を率いて7月4日にテネシー州ノックスビルを発ち、3週間かけてケンタッキー州中を席捲し、北軍ドン・カルロス・ビューエル少将軍の背後深く進入した。北軍兵1,200名を捕虜にしてその後釈放し、数百頭の馬を手に入れ、大量の物資を破壊した。ケンタッキーの北軍軍政府を不安にさせ、リンカーンは多くのひどく興奮した救援要請を受け取ったので、「彼等はケンタッキーで家畜を暴走させている」とこぼした。歴史家のケネス・M・ノーは、モーガンの妙技は、「その年春のジョージ・マクレランとポトマック軍に対するJ・E・B・スチュアートの世に知られた襲撃よりも多くの面で上回っていた」と書いた。モーガンの襲撃の成功はその秋に、ブラクストン・ブラッグとエドマンド・カービー・スミスによる南軍ホームランド攻勢が始められた重要な要因のひとつであり、彼等がケンタッキーに侵攻すれば、何万ものケンタッキー人が南軍に入隊してくると思っていた。
モーガンは1862年12月1日に准将に昇進した（彼の最高位）。1863年5月1日には、12月と1月の北軍ウィリアム・ローズクランズ少将軍の供給線に対する襲撃、中でも12月7日のハーツビルの戦いでの勝利に対して、アメリカ連合国議会から感謝状を受けた。
12月にはまた、テネシー州選出合衆国下院議員チャールズ・レディの娘で、もう一人の下院議員ウィリアム・T・ハスケルの従姉妹でもあるマーサ・"マッティー"・レディと結婚した。

### モーガンの襲撃
1863年の夏、南軍のビックスバーグとゲティスバーグの2つの作戦に絡んで北軍とその資源の向きを逸らすことを期待して、モーガンはいわゆる「1863年の大襲撃」、あるいは北軍からは冷笑的に「キャラコ襲撃」と呼ばれることになる作戦に出発した。モーガン隊はオハイオ川を渉り、インディアナ州とオハイオ州の南部を襲撃した。多くの小競り合いと戦闘を経験し、その間に何千もの北軍兵を捕まえては釈放し、1863年7月19日、オハイオ州のバッフィントン島でモーガンの襲撃は終わった。この時オハイオ川を渉ってウェストバージニア州に入ろうとしていた約700名の部隊が捕らえられた（北軍の砲艦に遮られ、200名足らずが渡河に成功した）。その日に捕らえられたモーガン隊の兵士大半は戦争の残り期間を、大変高い死亡率となったシカゴの悪名高いキャンプ・ダグラス戦争捕虜収容所で過ごした。7月26日、オハイオ州セイリーリンビル近く（実際にはニューリスボン、現在のリスボンに近い）でモーガンとその疲れ切って、空腹で、鞍ずれを起こした兵士達は遂に降伏を強いられた。
11月27日、モーガンと6人の士官たち、特に有名なのはトマス・ハインズがオハイオ刑務所の監房から逃げ出した。ハインズの監房からトンネルを掘って内庭に出、ベッドカバーで作った紐と曲げた火掻き棒を使って壁を攀じ登った。真夜中少し過ぎにモーガンと3人の士官は近くのコロンバス鉄道駅から列車に乗り、その朝にシンシナティに到着した。モーガンとハインズは操車場に着く前に列車から飛び降り、オハイオ川を渉るためにスキフ（平底船）を雇ってケンタッキー州に入った。同調者の援助もあって彼等は無事南部まで辿り着いた。モーガンが脱走した同じ日に、偶然ながら彼の妻は娘を出産したが、モーガンが家に帰る少し前に死んだ。
モーガンの襲撃は北部と南部の新聞でハラハラしながら報道され、北部の指導者達をかなり心配させたが、結局は人目を引いただけで戦争全体にとっては無益で付随的なものに過ぎないと見なされた。さらにオハイオ川を渡らないようにというブラクストン・ブラッグ将軍の命令を直接侵犯したこととされた。襲撃隊の最善の努力にも拘らず、北軍はイリノイ州、インディアナ州およびオハイオ州に11万名近い民兵を集結させた。オハイオ河には1ダースもの海軍砲艦が配備された。また強力な北軍騎兵隊が初めから襲撃を無効にしていた。北軍にとって襲撃の損失は大きかったので、その補償の要求は20世紀初期まで連邦政府に対して訴えられた。しかし、アメリカ史の中でも最精鋭と言われた掛け替えの無い南軍軽騎兵隊が失われたことは、北軍の交換の効く装備や物資に比べて遥かに大きな意味があった。ビックスバーグやゲティスバーグでの敗北と共に、モーガンの騎兵旅団の喪失は南軍の士気にとってもう一つの大きな打撃となった。

### その後の経歴と死
オハイオからの帰還後、モーガンはブラッグ将軍から再び信用されることは無かった。1864年8月22日、当時の東部テネシー州と南西部バージニア州の南軍を取り込んだアレゲニー圏方面軍の指揮官に据えられた。
しかし、割り付けられた兵士は失った者達に比べるべくも無かった。モーガンは今一度ケンタッキー州の襲撃を始めたが、その部隊は規律に欠けており、統制したくないあるいは出来ない状態であり、公然と略奪すると共に大きな損失も受けた。この時までに南軍当局は密かにモーガンを刑事事件の容疑で捜査しており、指揮官から外す可能性もあった。モーガンはテネシー州ノックスビルを目標にした襲撃の準備を始めた。
1864年9月4日、モーガンはテネシー州グリーンビルへの北軍襲撃の時に捕獲を免れようとしている間に急襲され殺害された。部下はいつも、彼が監獄から2度目の脱出を謗るために殺されたと信じていたが、単に停止を拒んだために撃たれた模様である。
モーガンはレキシントン墓地に埋葬された。その埋葬は2番目の娘が生まれる直前のことだった。

## 遺産
ケンタッキー州マンフォードビルにあるハート郡高校は橋を巡る戦場跡にあり、そのマスコットにモーガン隊の栄誉を称えレイダーズと名付けた。またこの町の大きな壁画にはモーガンが描かれている。
レキシントンにあるジョン・ハント・モーガン記念像はモーガンに捧げられたものである。
かって彼の家だったハント・モーガン・ハウスはレキシントンの歴史地区に寄付された資産となっている。